# 维克拉姆·塞斯
维克拉姆·塞斯（Vikram Seth，1952年6月20日—），印度诗人，小说家。生于印度加尔各答，就读于Tonbridge公学，以后游学东西方国际著名学府，先后于英国牛津大学学习哲学、政治学和经济学，美国斯坦福大学研究院学习经济学，中国南京大学学习中国古典诗词。

## 作品
- 《金门》(Golden Gate) (1986)
- 《合适郎君》(A SuitableBoy) (1993)
- 《均衡的音乐》(An Equal Music) (1999)